# Dagda
Dagda er en by beliggende i Krāslavas distrikt i det sydøstlige Letland med 2.178(2016) indbyggere. Dagda fik byrettigheder i 1992. Byen ligger ikke langt fra grænsen til Hviderusland. Før Letlands selvstændighed i 1918 var byen også kendt under sit tyske navn Dagden.